# Rio Itapecerica
Rio Itapecerica är ett vattendrag i Brasilien.   Det ligger i delstaten Minas Gerais, i den sydöstra delen av landet, 600 km sydost om huvudstaden Brasília.
Runt Rio Itapecerica är det i huvudsak tätbebyggt. Runt Rio Itapecerica är det tätbefolkat, med 427 invånare per kvadratkilometer.